# Tamboréu
O tamboréu, modalidade esportiva que nasceu na baixada santista, já se evidenciando em São Paulo e nas mais progressistas cidades do interior, formou um verdadeiro colégio de praticantes e de aficionados pois, inegavelmente, é destinado ao desenvolvimento físico e à conservação de energias humanas, tanto para os jovens quanto para os de idade mais avançada, formando amigos e enriquecendo o patrimônio moral, social e esportivo dos clubes e das entidades respectivas.

## História
O tamboréu nasceu por volta de 1937, com a vinda de dois italianos, os Danadellis, que traziam dois “pandeiros” de aro de madeira e tampa de couro, com cerca de 35 a 40 cm. de diâmetro. Ficavam jogando uma bola, um para o outro, em distâncias de cerca de 100 metros, nas praias, sem qualquer quadra ou rede.
Com a continuação vieram as quadras, com 20, 18 e por fim 17 metros, que é a atual. A rede usada a princípio era a de tênis, hoje já são feitas exclusivamente para o esporte.

### Cenário histórico-esportivo
Entre 1940 e 1942, clubes armavam três quadras, apesar do prestígio do voleibol na cidade de Santos. Os Tupís eram um deles e aos poucos foi armando uma equipe, chegando em 1947 e 1948 ao título de campeões da cidade em duplas, pois só havia campeonatos eliminatórios nesta categoria.
Equipes de destaque daquela época eram o Banco do Brasil, o Graussás, o Fri-Kik, o Estudantes e o Fluminense, e as entusiastas, Melchert, Simões, Eurico, Morgado, Nathan, Amorim, Mario Rubens Abreu, Rivaldo, e Vasco, Berjon, Italo e Alpe, que estavam em todas as comissões organizadoras dos campeonatos que faziam.
Em 1949 com a passagem da equipe do Tupís para o Caravelas, formou-se uma equipe, considerada das melhores de todos os tempos, jogando-se em três duplas. Essa equipe era formada por Washington e Hegdemburgo, Eurico e Dallis, Gil e Altair (Fininho). Em 1953 ou 1954 com a criação da sub-comissão de tamboréu, ligada a Comissão Central de Esportes da Prefeitura, o tamboréu passou a ter campeonatos com o cunho oficial, sendo os dois primeiros vencidos pelo Caravelas. Surgiu em seguida uma nova boa equipe, o Banespa, que passou a vencer vários campeonatos.
Mais além, formou-se o Brahm’s, também com três grandes duplas, Cláudio, o ex-ponteiro direito corintiano e da seleção paulista, e Fernando; Chocolate e Rato, Walter e Álvaro; que mandariam por longo tempo na cidade, até passarem-se já a fundação da Liga para o Fri-Kik e logo após para o Internacional. Com a fundação da Liga surgiu o Atlético Santista, clube que foi o pioneiro de quadras de saibro (oficiais) em Santos, e que hoje possui a melhor quadra coberta (só para TAMBORÉU. Mas, forma-se em outros clubes, como Portuarios, Portuguesa e Internacional, uma geração totalmente diferente, quase todos de juvenis na categoria adulta.
Nos dias atuais, destacam-se equipes como o Independente, Fluminense, o Atlantico e o Portuários .

## Regras
Resumidamente, o tamboréu é um esporte jogado por atletas posicionados em cada metade de quadra, dividida por uma rede. O objetivo de cada um é lançar a bola ao campo adversário sobre rede, sem que este possa devolvê-la e evitar que faça o mesmo. Em todas as suas variantes - simples, por equipe ou não - a contagem terá dez pontos em cada "set", que só se encerra com dois pontos de diferença ou no 16º e têm um total de tres. Os pontos são marcados quando a bola toca o chão ou nas linhas da quadra.
Segundo o artigo 71º do regulamento, qualquer jogador perde o ponto:
b) Se ao devolver a bola ela não cair dentro da quadra adversária;
c) Se a bola tocar no seu próprio piso, após sair do tamboréu;
d) Se devolver a bola pelo lado de fora dos postes que sustentam a rede, ainda que ela vá cair no campo adversário;
e) Se, para devolver a bola ao campo adversário, aplique mais de um toque, mesmo que não caia no piso;
f) Se, batendo na rede, caia a bola no próprio campo de quem a devolveu;
g) Se bater na bola "de voleio" antes que ela tenha passado a rede, invadindo, por cima, o campo adversário;
h) Se ele, seu tamboréu, na mão ou fora dela, suas vestes ou qualquer outro objeto de que seja portador, tocarem qualquer dependência permanente da quadra, inclusive o piso do campo adversário no momento em que a bola esteja em jogo;

## Video
- «Tamboréu em Santos/SP - Brasil»
- «Tamboréu com três atletas»
- «Tamboréu com cinco atletas»